# Sereď
Sereď (bis 1954 slowakisch „Sered“; ungarisch Szered, deutsch Sereth) ist eine Kleinstadt in der Westslowakei mit 15.059 Einwohnern (Stand 31. Dezember 2024).

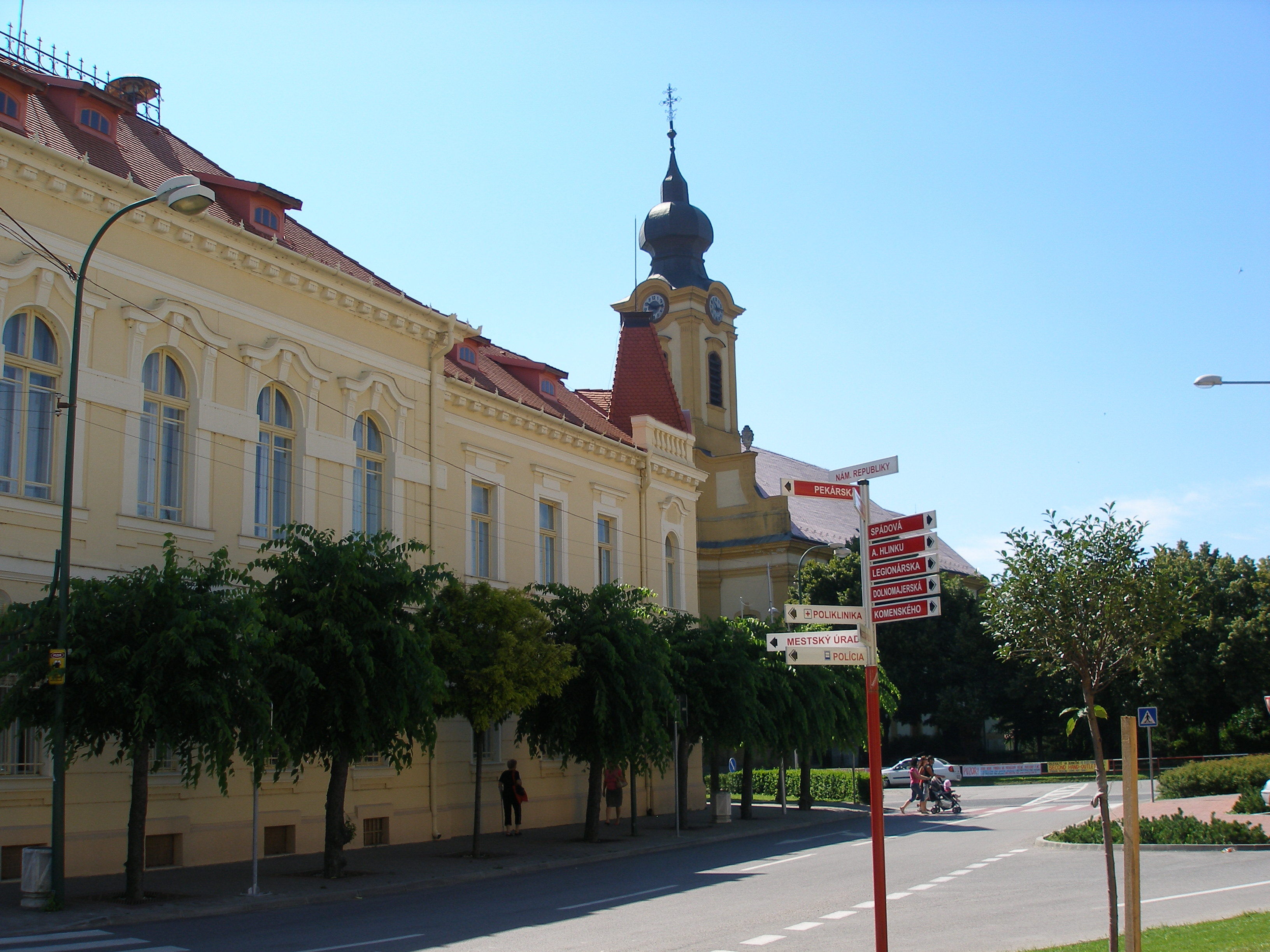
In der Stadt

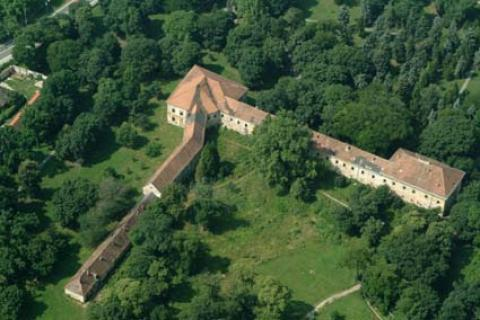
Burg in Sereď

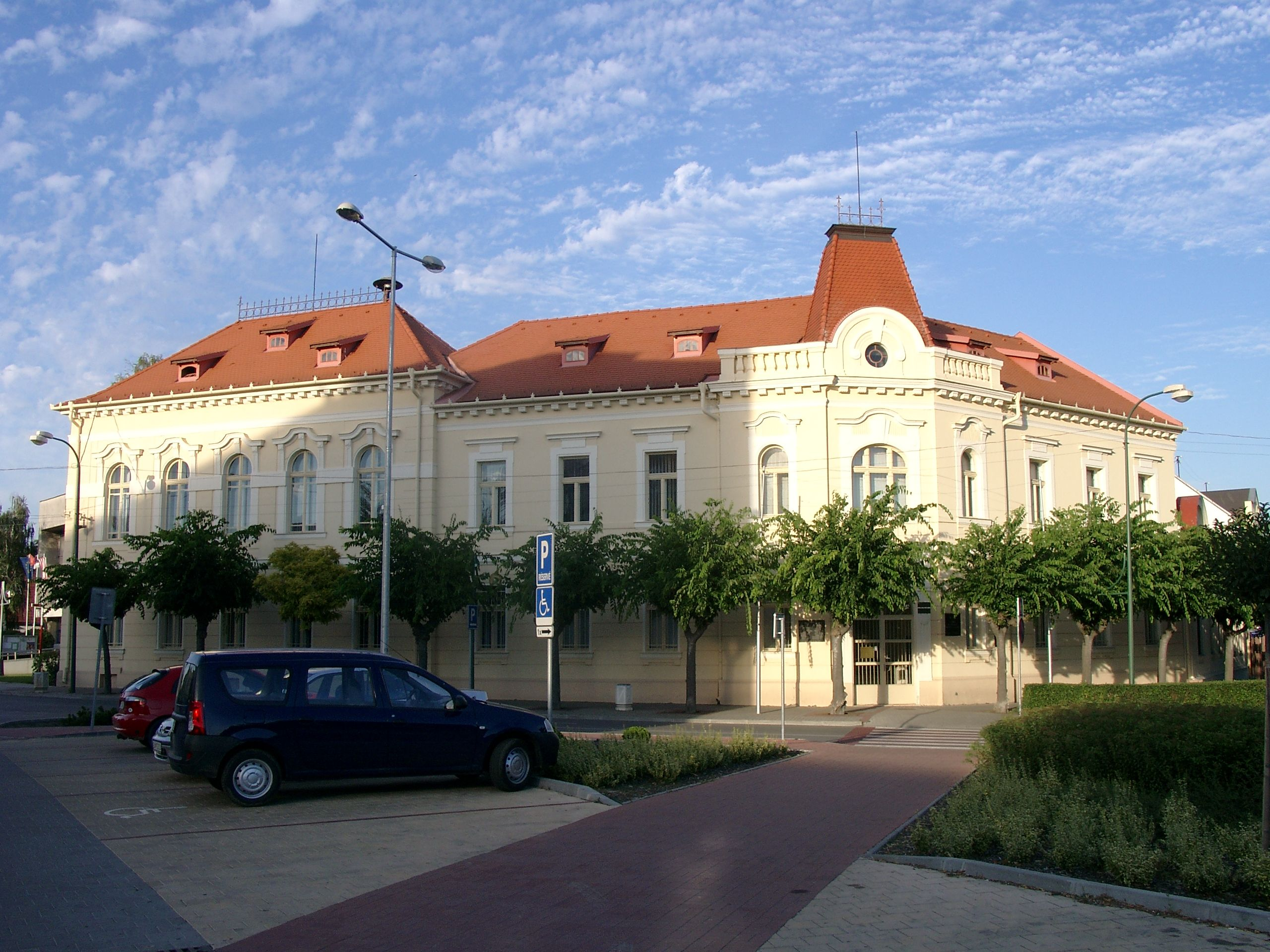
Rathaus

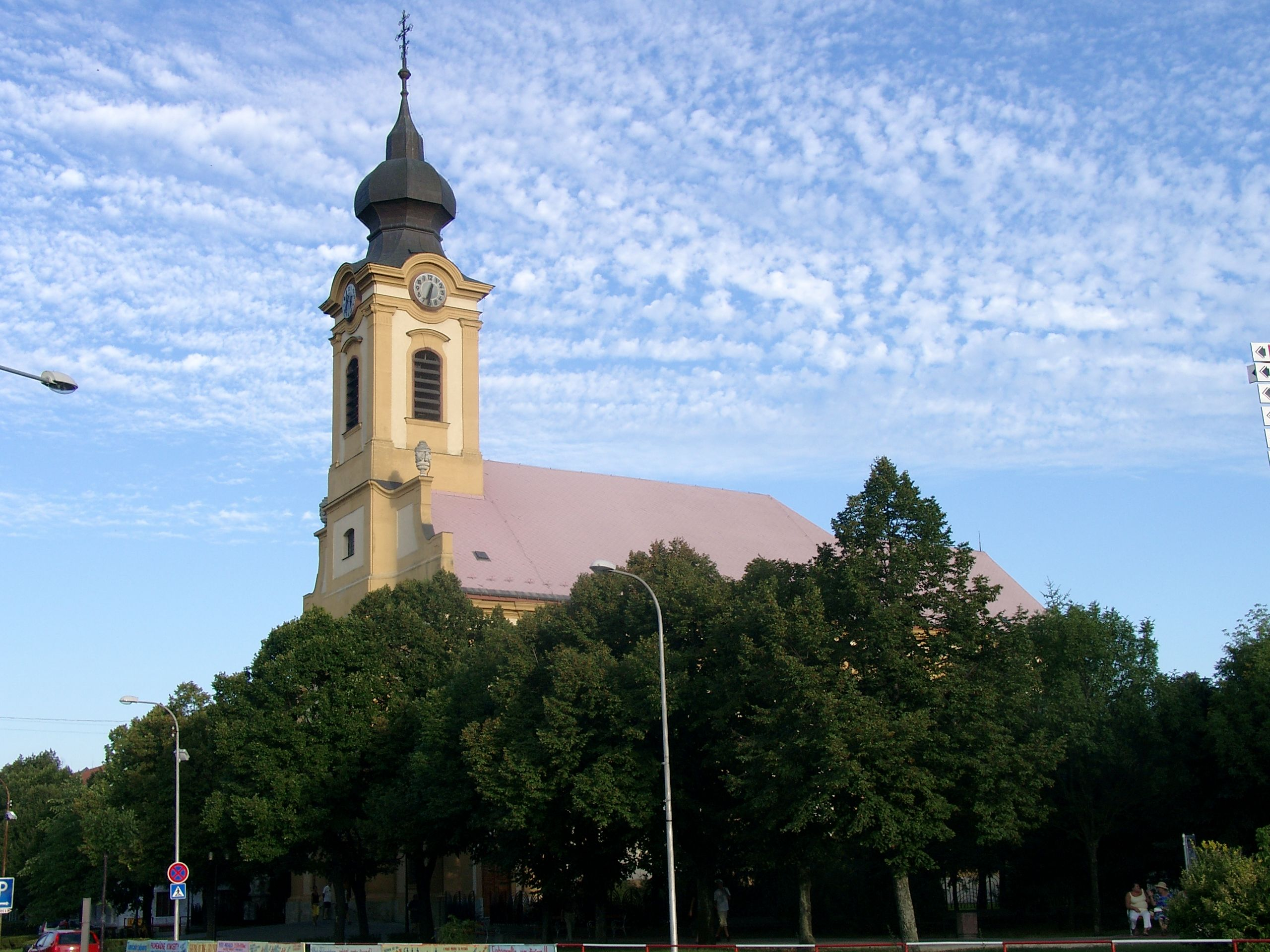
Kirche im Stadtzentrum

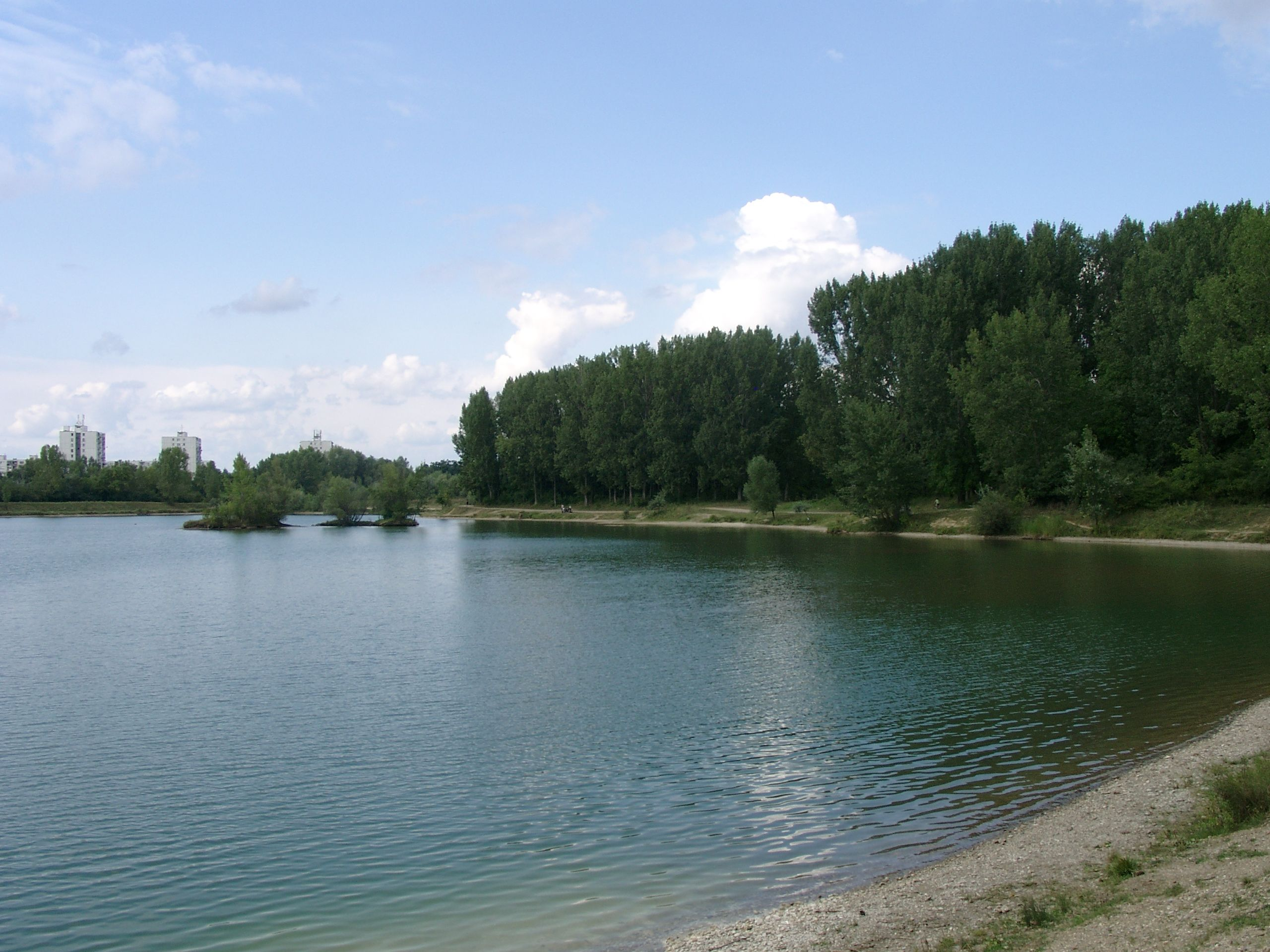
Teiche in Sereď

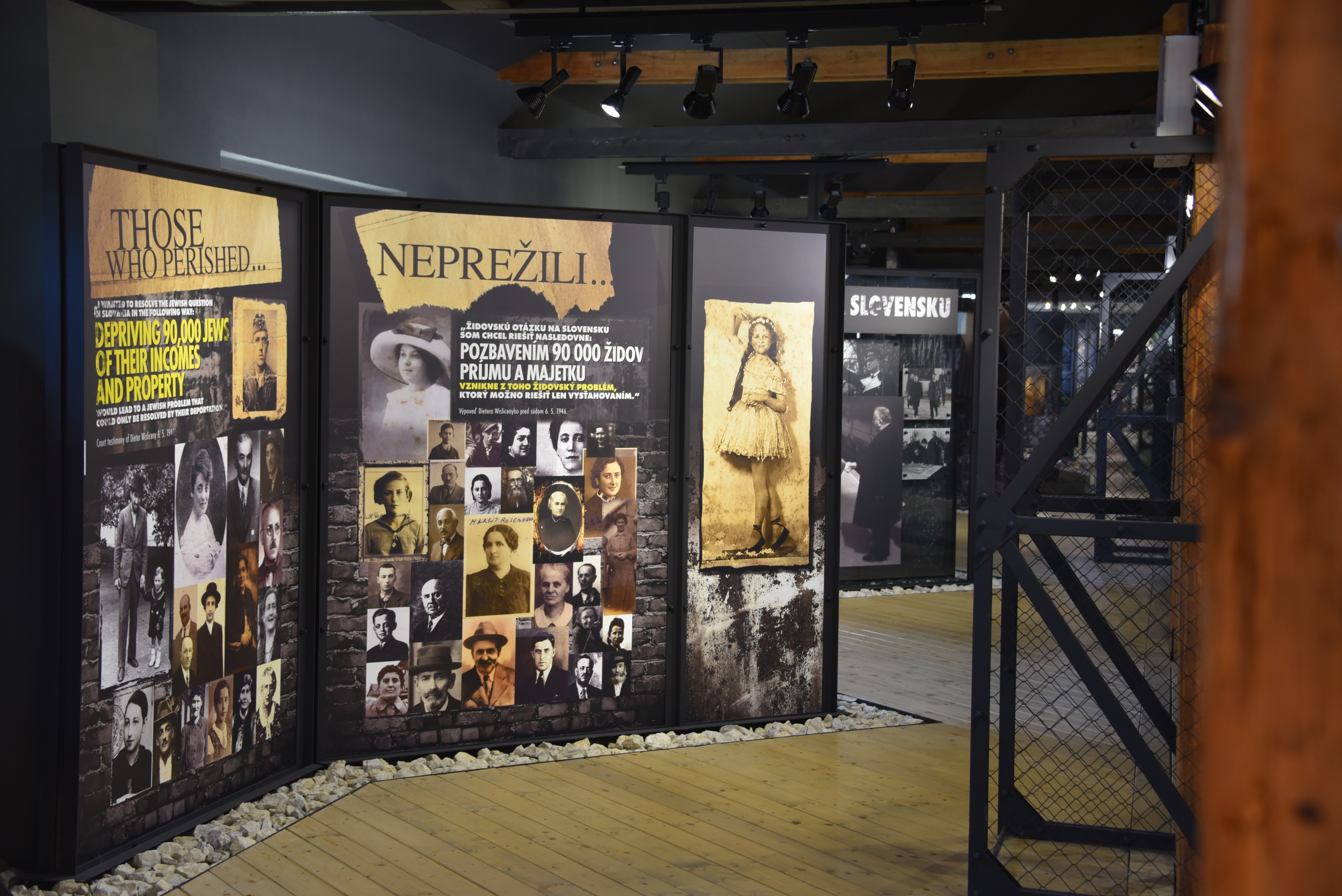
Holocaust-Museum im KZ Sereď

## Geographie

### Lage
Die Stadt liegt im Donautiefland an den rechtsseitigen Uferdämmen der Waag; das gesamte Gemeindegebiet erstreckt sich auf beide Seiten des Flusses. Durch die Lage in einer Niederung zwischen der Dudwaag (Dudváh) und der Waag gibt es im Gemeindegebiet nur minimale Höhenunterschiede (124 bis 130 Meter über dem Meeresspiegel).

### Bevölkerung
Nach Volksgruppen leben dort:
- 96,16 % Slowaken
- 1,32 % Madjaren
- 0,95 % Tschechen
- 0,65 % Sinti und Roma
- 0,03 % Russinen
- 0,03 % Deutsche
- 0,02 % Ukrainer

Die Konfessionen verteilen sich:
- 72,52 % Römisch-katholisch
- 20,77 % konfessionslos
- 1,97 % Protestanten (evangelisch Augsburger Bekenntnis)
- 0,15 % Griechisch-katholisch
- 0,14 % Orthodox

## Geschichte
Sereď wurde 1313 zum ersten Mal schriftlich als Zereth erwähnt und lag damals an einem der wichtigsten Handelswege zwischen Buda und Prag (sogenannte „Böhmische Straße“), an der Grenze zweier Komitate (Pressburg und Neutra). Durch seine Lage entwickelte es sich zu einem großen regionalen Zentrum mit einem Vieh- und Getreidemarkt. Diese Stellung ging jedoch im 18. Jahrhundert immer mehr verloren.
Erst durch die Anbindung an die Tyrnauer Pferdeeisenbahn von Pressburg nach Szered im Jahre 1846 kam es wieder zu einem Aufschwung des eher landwirtschaftlich orientierten Städtchens. Ab 1871 ging die Strecke an die Waagtalbahn über und wurde 1891 verstaatlicht.
Bis zur Regulierung der Waag im Jahre 1943 wurde der Ort auch regelmäßig durch deren Hochwasser heimgesucht.
Von 1941 bis 1945 bestand in Sereď ein Konzentrationslager, in dem – überwiegend slowakische – Juden zur Zwangsarbeit gefangengehalten wurden. Gleichzeitig diente es auch als Sammellager für Transporte in das Vernichtungslager Auschwitz-Birkenau. Das Lager unterstand bis 1944 der Hlinka-Garde, nach der Niederschlagung des Slowakischen Nationalaufstands und der nachfolgenden militärischen Besetzung der Slowakei durch deutsche Truppen, dann zwischenzeitlich dem Deutschen Heimatschutz und dann der SS unter Alois Brunner. Das Arbeitslager in Sereď war vor dem Krieg eine Kaserne und wurde nach dem Krieg wieder als solche in Betrieb genommen, wo Generationen von Soldaten ihre Grundausbildung erhielten. Erst 2016 wurde In einem Teil des Kasernengeländes die erste Holocaust-Gedenkstätte der Slowakei eröffnet. Im Gebäude eins geht es um die Beteiligung der Slowakei am Holocaust, das Gebäude vier ist den ermordeten Juden gewidmet. In Gebäude fünf finden Sonderausstellungen statt. Die Restaurierung der übrigen Baracken wartet auf eine Finanzierung.
Nach dem Zweiten Weltkrieg wurde durch die Planwirtschaft eine nickelverarbeitende Industrie angesiedelt; diese ging allerdings nach dem Ende der sozialistischen Herrschaft wieder ein.

## Stadtgliederung
Sereď gliedert sich neben der eigentlichen Stadt noch in den Ort Horný Čepeň (ungarisch Felsö Csöpöny – 1964 eingemeindet) sowie in die nicht mehr als eigenständige Gemeindeteile auftretenden Orte:
- Dolný Čepeň (ungarisch Alsó Csöpöny, deutsch Unter-Csepen) – 1944 eingemeindet
- Stredný Čepeň (ungarisch Közép Csöpöny, deutsch Mittel-Csepen) – 1944 eingemeindet
- Seredské Nové Mesto (1882 eingemeindet)

Von 1971 bis 1990 war Dolná Streda eingemeindet.

## Wirtschaft
Agrana betreibt hier eine Zuckerfabrik. Henkell & Co. Sektkellerei übernahm 2000 die Aktienmehrheit an der hier ansässigen Schaumweinfirma Hubert J.E. s.r.o. Seit 1953 produziert hier die Firma SEDITA Gebäck und Süßwaren, zu den Produkten zählen die beliebten gefüllten Waffeln namens Horalky (in Polen Góralki).
In den letzten Jahren haben sich auch mehrere Logistikzentren angesiedelt: So hat etwa Amazon im Jahr 2017 ein Retourenzentrum mit zunächst 1.000 Mitarbeitern eröffnet. Unweit davon befindet sich auch das LIDL-Logistikzentrum mit rund 200 Mitarbeitern.

## Verkehr
Sered liegt an der Europastraße 58 (bzw. Europastraße 571), die von Wien bis nach Russland führt. Am Bahnhof an der Bahnstrecke Galanta–Leopoldov zweigt die Bahnstrecke Sereď–Trnava ab. Die Straße I/62 überquert hier die Waag, während die I/35 die Stadt mit Galanta verbindet. Die Schnellstraße R1 von Trnava nach Banská Bystrica ist mit dem örtlichen Straßennetz über Anschlussstellen Sereď-sever (12), Sládkovičovo (14) und Galanta (16) verbunden.

## Partnerstädte
- Tišnov (Tischnowitz), Tschechien
- Leopoldsdorf im Marchfelde, Österreich
- Alblasserdam, Niederlande

## Bevölkerung
| Jahr:                | 1994.  | 2004.   | 2014.   | 2024.   |
| -------------------- | ------ | ------- | ------- | ------- |
| Anzahl der Personen: | 17.567 | 17.286  | 15.993  | 15.059  |
| Unterschied:         |        | -1,59 % | -7,48 % | -5,84 % |

| Jahr:                | 2023.  | 2024.   |
| -------------------- | ------ | ------- |
| Anzahl der Personen: | 15.166 | 15.059  |
| Unterschied:         |        | -0,70 % |

## Sehenswürdigkeiten
- Schloss Esterhazy (1841) an Stelle einer ehemaligen Wasserburg
- Römisch-katholische Kirche Johannes des Täufers (1777)
- Marienkirche (1736)
- Kirche der heiligen Dreifaltigkeit (18. Jahrhundert)
- Marienkapelle (1832)
- Altes Rathaus (1909)
- Katholische Schule (1879)
- Holocaust-Museum

## Sport
Der Fußballverein ŠKF Sereď (früher Hutník Sereď) spielt in der dritten slowakischen Liga. Weiterhin werden Basketball (Lokomotíva Sereď), Handball (Slávia Sereď), Floorball (FBC Insport Sereď Strikes), Tennis (Tenisový klub SEREĎ), Boxen (Buldog boxing club Sereď) und Tischtennis (STK Mladosť Sereď) betrieben.

## Söhne und Töchter der Stadt
- Miksa Weiß (1857–1927), Schachmeister
- Martin Klein (1864–1924), österreich-ungarischer Opernsänger, Geiger, Unterhaltungskünstler, Theaterschauspieler, Theaterleiter und Theaterregisseur
- Heinrich Rieger (1868–1942), deutsch-tschechischer Zahnarzt und Kunstsammler
- Rudolf Erdös (1876–1935), jüdischer Architekt
- Filip Müller (1922–2013), jüdischer Autor
- Jan Nagy (* 1945), Gewichtheber